# Сорохан, Анишоара
Анишоара Сорохан (рум. Anișoara Sorohan; род. 9 февраля 1963, Тыргу-Фрумос, Яссы), в замужестве Миня (рум. Minea) — румынская гребчиха, выступавшая за сборную Румынии по академической гребле в 1980-х годах. Чемпионка летних Олимпийских игр в Лос-Анджелесе, бронзовая призёрка Олимпийских игр в Сеуле, обладательница серебряной и бронзовой медалей чемпионатов мира, победительница и призёрка многих регат национального значения, шестикратная чемпионка Румынии (1986—1989). Заслуженный мастер спорта Румынии (1989), мастер спорта Румынии (1984). Кавалер ордена «За спортивные заслуги» 1 степени (2004).

## Биография
Родилась 9 февраля 1963 года в городе Тыргу-Фрумос, Румыния. Занималась академической греблей в Бухаресте в столичных гребных клубах «Наутик» (рум. Nautic ASE), «Университар Конструкций» (рум. CS Universitar Construcţii) и «Стяуа» (1986—1989), тренеры — Виктор Мочани, Георге Георгиу, Мария Драгичи, Йон Бойку. С 1980 по 1989 год входила в состав национальной сборной.
Впервые заявила о себе в гребле на международной арене в сезоне 1981 года, выиграв золотую медаль в парных двойках на юниорском мировом первенстве в Софии (Панчарево).
В 1983 году вошла в основной состав румынской национальной сборной и выступила на чемпионате мира в Дуйсбурге, где в зачёте распашных рулевых восьмёрок заняла пятое место.
Благодаря череде удачных выступлений удостоилась права защищать честь страны на летних Олимпийских играх 1984 года в Лос-Анджелесе (будучи страной социалистического лагеря, формально Румыния бойкотировала эти соревнования по политическим причинам, однако румынским спортсменам всё же разрешили выступить на Играх частным порядком). В составе четырёхместного экипажа, куда также вошли гребчихи Маричика Цэран, Йоана Бадя, София Корбан и рулевая Екатерина Оанча, в финале Сорохан обошла всех своих соперниц и тем самым завоевала золотую олимпийскую медаль.
После лос-анджелесской Олимпиады Анишоара Сорохан осталась в составе гребной команды Румынии на ещё один олимпийский цикл и продолжила принимать участие в крупнейших международных регатах. Так, в 1985 году в парных четвёрках она стала бронзовой призёркой на мировом первенстве в Хазевинкеле, пропустив вперёд команды из Восточной Германии и Советского Союза.
В 1986 году на чемпионате мира в Ноттингеме в той же дисциплине выиграла серебряную медаль, уступив в финале восточногерманским спортсменкам.
На мировом первенстве 1987 года в Копенгагене попасть в число призёров не смогла, показала в парных четвёрках лишь четвёртый результат. Завоевала золотую медаль на летней Универсиаде в Загребе.
Находясь в числе лидеров румынской национальной сборной, благополучно прошла отбор на Олимпийские игры 1988 года в Сеуле — на сей раз совместно с Анишоарой Бэлан, Элисабетой Липэ и Вероникой Коджану финишировала в парных четвёрках третьей позади экипажей из ГДР и СССР — таким образом добавила в послужной список бронзовую олимпийскую награду. Вскоре по окончании этих соревнований приняла решение завершить спортивную карьеру.